# منطقة جاجتسنغور
جاجتسنغور رمزها «JS» (بالإنجليزية: Jagatsinghpur)‏ ، هو تقسيم إداري لدولة الهند تتبع ولاية أوريسا (بالإنجليزية: Orissa)‏ ، مركزها هو مدينة جاجتسنغور (بالإنجليزية: Jagatsinghpur)‏ عدد سكانها حسب تعداد سنة 2001 هو 1,056,556 ، مساحتها 1,759 كم² وكثافة السكان 601 لكل كم² .